# Pałac w Kluczkowicach
Pałac w Kluczkowicach – eklektyczny pałac położony we wsi Kluczkowice-Osiedle, w powiecie opolskim na Lubelszczyźnie. Został wybudowany na początku XIX wieku, a współczesny wygląd uzyskał w wyniku przebudowy, którą na zlecenie Jana Kleniewskiego przeprowadził Konstanty Wojciechowski pod koniec XIX wieku. Wraz z zespołem pałacowym wpisany jest do rejestru zabytków województwa lubelskiego.
Oprócz pałacu w skład zespołu wchodzą:
- park, zaprojektowany w stylu angielskim[4]
- budynek dawnej szkoły
- stajnia

Współcześnie w pałacu mieści się Technikum Ogrodnicze przy ZSZ im. Stanisława Konarskiego w Opolu Lubelskim i Muzeum Regionalne w Kluczkowicach. 
Jedynym pomieszczeniem pałacowym, które zachowało oryginalne wnętrze, jest biblioteka, w której znajduje się drewniana biblioteczka w stylu zakopiańskim zaprojektowana przez Stanisława Witkiewicza.